# Studio Mi
Studio Mi je uveljavljena slovenska oglaševalska in produkcijska hiša, katere glavna dejavnost je izdelovanje televizijskih oglasov in dokumentarcev. 
V agenciji, ki je bila ustanovljena leta 1985, v času, ko so se v Sloveniji oblikovala prva podjetja, namenjena izključno  oglaševanju, so ustvarili številne slogane, ki so se trdno zasidrali v zavest porabnikov, kot na primer »Domače« (Celjske mesnine), »Drži? Drži.« (Neostik), »Jože požen« (RTC Krvavec) ter »Nič čakat, hitro srečko kupit« (Športna loterija). 